# Copa de fútbol de la RDA
La FDGB-Pokal (Freier Deutscher Gewerkschaftsbund Pokal o Copa de la Federación Alemana de Sindicatos Libres) fue un torneo de fútbol de eliminación directa celebrado anualmente en la antigua Alemania Oriental. Fue el segundo título nacional más importante en el fútbol de Alemania del Este después del campeonato DDR-Oberliga. La competición fue fundada por la Federación Alemana de Sindicatos Libres.

## Historia
La FDGB Pokal inaugural (generalmente llamada en español Copa de Alemania del Este) fue disputada en 1949, dos años antes la primera DFB-Pokal se jugó en la mitad occidental del país. La primera competición de copa nacional había sido el Tschammerpokal, introducido en 1935. 
Cada club de fútbol que participaba en el sistema de liga de fútbol de la Alemania del Este tenía derecho a entrar en el torneo. Los clubes de las ligas inferiores jugaban en rondas de clasificación regional, con los ganadores uniéndose a los equipos de la DDR-Oberliga y la DDR Liga en la ronda principal del torneo del año siguiente. Cada eliminación era determinada por un solo partido celebrado en el campo de uno de los dos equipos participantes.
Hasta mediados de los 80's el ámbito de la competencia era de hasta sesenta equipos jugando en cinco rondas, debido al gran número de clubes elegibles en el país. A partir de 1975 la final se celebraba cada año en el Berliner Stadion der Weltjugend (Estadio de Berlín para la Juventud Mundial) y reunía de 30.000 a 55.000 espectadores. La última final de copa, jugada en 1991 después de la caída del Muro de Berlín, fue una victoria de 1–0 del Hansa Rostock sobre el Stahl Eisenhüttenstadt, que atrajo a una multitud de solo 4.800.
El conjunto más exitoso en 42 años de competencia fue el 1. FC Magdeburg, que celebró siete títulos de Copa FDGB (incluyendo los obtenidos como SC Aufbau Magdeburg antes de 1965); uno de esos títulos los conduciría a la victoria en la Recopa de Europa 1973-74.
El único campeón de la competición en llegar a la final de la DFB-Pokal desde la reunificación del país es el 1. FC Union Berlin, que apareció en la final de la Copa de Alemania de 2001, pero perdió 0-2 con el Schalke. Hasta la fecha el único otro club de la antigua Alemania del Este en aparecer en la final de la Copa de Alemania es el Energie Cottbus.

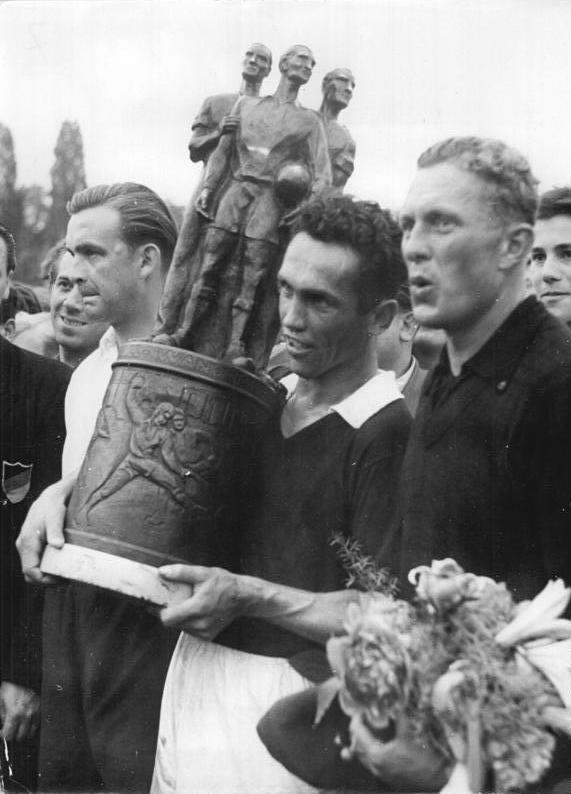
Copa FDGB de 1955
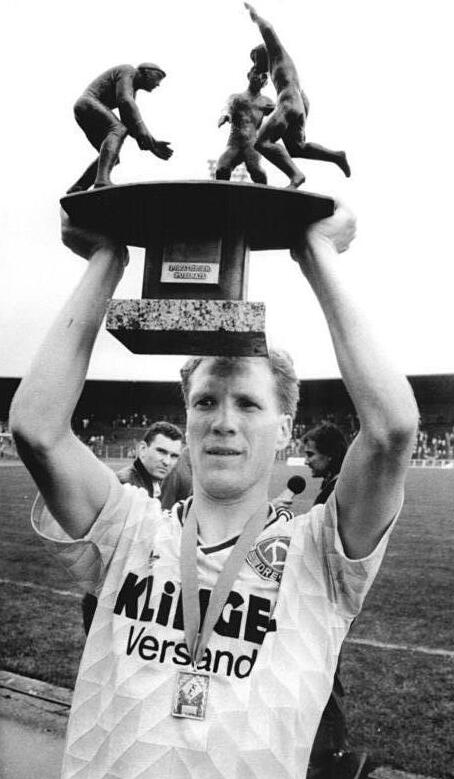
La última Copa FDGB en 1990
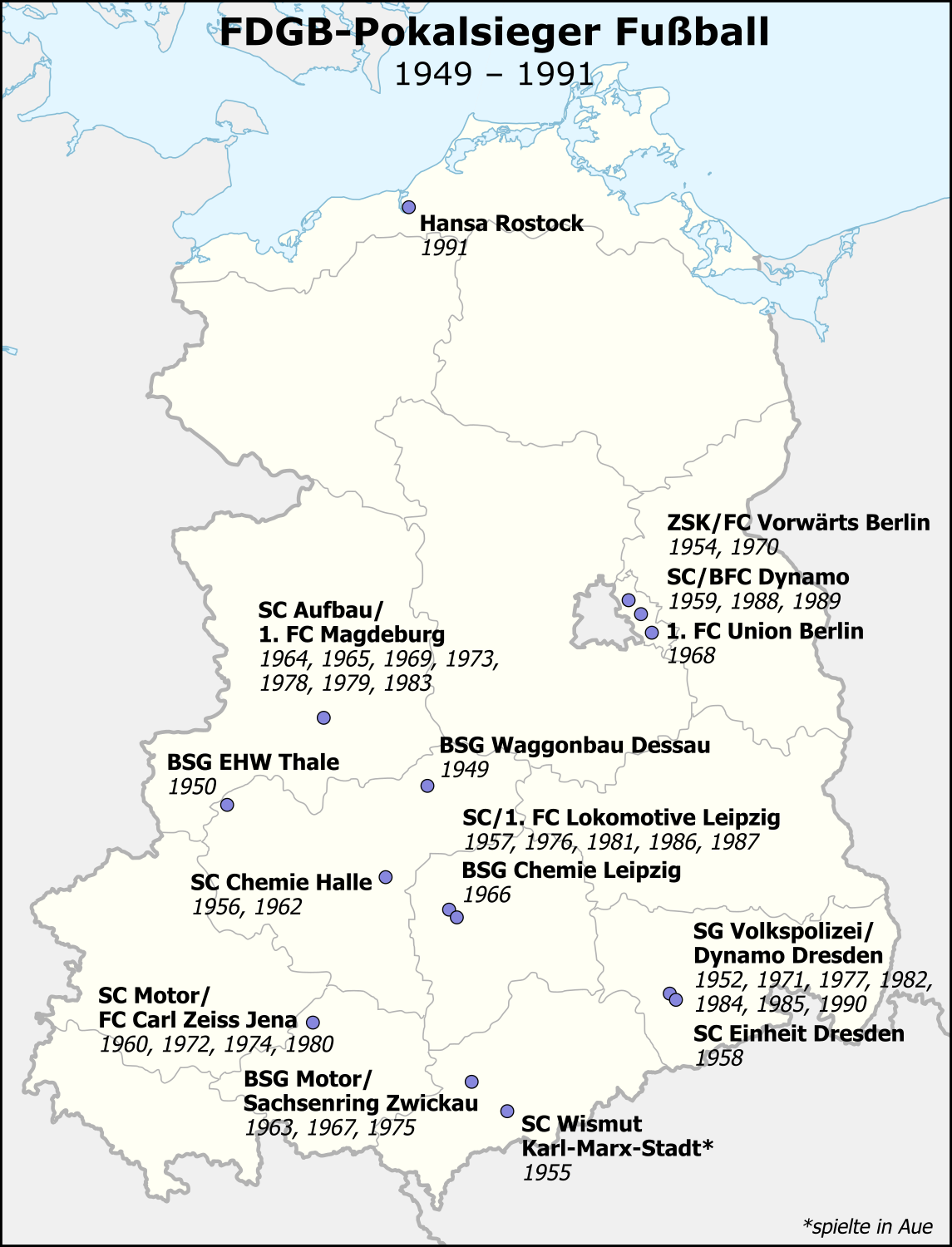
Mapa de campeonatos por equipo.

## Palmarés
| Temporada | Campeón                   | Resultado        | Finalista                 | Sede de la final                                           |
| --------- | ------------------------- | ---------------- | ------------------------- | ---------------------------------------------------------- |
| 1949      | Waggonbau Dessau          | 1 - 0            | BSG Gera Süd              | Kurt-Wabbel-Stadion, Halle                                 |
| 1949–50   | BSG EHW Thale             | 4 - 0            | BSG KWU Erfurt            | Walter-Ulbricht-Stadion, Berlín Oriental                   |
| 1950–51   | No disputada              | No disputada     | No disputada              | No disputada                                               |
| 1951–52   | SG Volkspolizei Dresden   | 3 - 0            | BSG Einheit Pankow        | Stadion an der Normannenstraße, Berlín Oriental            |
| 1952–53   | No disputada              | No disputada     | No disputada              | No disputada                                               |
| 1953–54   | Vorwärts KVP Berlin       | 2 - 1            | BSG Motor Zwickau         | Heinz-Steyer-Stadion, Dresde                               |
| 1954–55   | SC Wismut Karl-Marx-Stadt | 3 - 2            | SC Empor Rostock          | Bruno-Plache-Stadion, Leipzig                              |
| 1956      | SC Chemie Halle-Leune     | 2 - 1            | ZASK Vorwärts Berlin      | Ernst-Grube-Stadion, Magdeburg                             |
| 1957      | SC Lokomotive Leipzig     | 2 - 1            | SC Empor Rostock          | Ernst-Thälmann-Stadion, Karl-Marx-Stadt                    |
| 1958      | SC Einheit Dresden        | 2 - 1            | SC Lokomotive Leipzig     | Max-Reimann-Stadion, Cottbus                               |
| 1959      | Dynamo Berlin             | 0 - 0; 3 - 2     | SC Wismut Karl-Marx-Stadt | Heinz-Steyer-Stadion, Dresde Bruno-Plache-Stadion, Leipzig |
| 1960      | SC Motor Jena             | 3 - 2            | SC Empor Rostock          | Ernst-Grube-Stadion, Magdeburg                             |
| 1961–62   | SC Chemie Halle           | 3 - 1            | SC Dynamo Berlin          | Ernst-Thälmann-Stadion, Karl-Marx-Stadt                    |
| 1962–63   | BSG Motor Zwickau         | 3 - 0            | BSG Chemie Zeitz          | Lenin-Stadion, Altenburg                                   |
| 1963–64   | SC Aufbau Magdeburg       | 3 - 2            | SC Leipzig                | Paul-Greifzu-Stadion, Dessau                               |
| 1964–65   | SC Aufbau Magdeburg       | 2 - 1            | SC Motor Jena             | Friedrich-Ludwig-Jahn-Sportpark, Berlín                    |
| 1965–66   | BSG Chemie Leipzig        | 1 - 0            | BSG Lokomotive Stendal    | Stadion Müllerwiese, Bautzen                               |
| 1966–67   | BSG Motor Zwickau         | 3 - 0            | FC Hansa Rostock          | Stahl-Stadion, Brandenburg                                 |
| 1967–68   | 1. FC Union Berlin        | 2 - 1            | FC Carl Zeiss Jena        | Kurt-Wabbel-Stadion, Halle                                 |
| 1968–69   | 1. FC Magdeburg           | 4 - 0            | FC Karl-Marx-Stadt        | Rudolf-Harbig-Stadion, Dresden                             |
| 1969–70   | FC Vorwärts Berlin        | 4 - 2            | 1. FC Lokomotive Leipzig  | Rudolf-Harbig-Stadion, Dresden                             |
| 1970–71   | Dinamo Dresde             | 2 - 1            | BFC Dynamo Berlin         | Kurt-Wabbel-Stadion, Halle                                 |
| 1971–72   | FC Carl Zeiss Jena        | 2 - 1            | Dinamo Dresde             | Zentralstadion Leipzig, Leipzig                            |
| 1972–73   | 1. FC Magdeburg           | 3 - 2            | 1. FC Lokomotive Leipzig  | Paul-Greifzu-Stadion, Dessau                               |
| 1973–74   | FC Carl Zeiss Jena        | 3 - 1            | Dinamo Dresde             | Zentralstadion Leipzig, Leipzig                            |
| 1974–75   | BSG Sachsenring Zwickau   | 2 - 2 (4-3 pen.) | Dinamo Dresde             | Stadion der Weltjugend, Berlín Oriental                    |
| 1975–76   | 1. FC Lokomotive Leipzig  | 3 - 0            | FC Vorwärts Frankfurt     | Stadion der Weltjugend, Berlín Oriental                    |
| 1976–77   | Dinamo Dresde             | 3 - 2            | 1. FC Lokomotive Leipzig  | Stadion der Weltjugend, Berlín Oriental                    |
| 1977–78   | 1. FC Magdeburg           | 1 - 0            | Dinamo Dresde             | Stadion der Weltjugend, Berlín Oriental                    |
| 1978–79   | 1. FC Magdeburg           | 1 - 0            | BFC Dynamo Berlin         | Stadion der Weltjugend, Berlín Oriental                    |
| 1979–80   | FC Carl Zeiss Jena        | 3 - 1            | FC Rot-Weiß Erfurt        | Stadion der Weltjugend, Berlín Oriental                    |
| 1980–81   | 1. FC Lokomotive Leipzig  | 4 - 1            | FC Vorwärts Frankfurt     | Stadion der Weltjugend, Berlín Oriental                    |
| 1981–82   | Dinamo Dresde             | 1 - 1 (5-4 pen.) | BFC Dynamo Berlin         | Stadion der Weltjugend, Berlín Oriental                    |
| 1982–83   | 1. FC Magdeburg           | 4 - 0            | FC Karl-Marx-Stadt        | Stadion der Weltjugend, Berlín Oriental                    |
| 1983–84   | Dinamo Dresde             | 2 - 1            | BFC Dynamo Berlin         | Stadion der Weltjugend, Berlín Oriental                    |
| 1984–85   | Dinamo Dresde             | 3 - 2            | BFC Dynamo Berlin         | Stadion der Weltjugend, Berlín Oriental                    |
| 1985–86   | 1. FC Lokomotive Leipzig  | 5 - 1            | 1. FC Union Berlin        | Stadion der Weltjugend, Berlín Oriental                    |
| 1986–87   | 1. FC Lokomotive Leipzig  | 4 - 1            | FC Hansa Rostock          | Stadion der Weltjugend, Berlín Oriental                    |
| 1987–88   | BFC Dynamo Berlin         | 2 - 0            | FC Carl Zeiss Jena        | Stadion der Weltjugend, Berlín Oriental                    |
| 1988–89   | BFC Dynamo Berlin         | 1 - 0            | FC Karl-Marx-Stadt        | Stadion der Weltjugend, Berlín Oriental                    |
| 1989–90   | Dinamo Dresde             | 2 - 1            | Polizei SV Schwerin       | Friedrich-Ludwig-Jahn-Sportpark, Berlín                    |
| 1990–91   | FC Hansa Rostock          | 1 - 0            | FC Stahl Eisenhüttenstadt | Friedrich-Ludwig-Jahn-Sportpark, Berlín                    |

## Títulos por Club
| Club                      | Campeón | 2° | Títulos Temporada                        |
| ------------------------- | ------- | -- | ---------------------------------------- |
| Dinamo Dresde             | 7       | 4  | 1952, 1971, 1977, 1982, 1984, 1985, 1990 |
| 1. FC Magdeburg           | 7       | -  | 1964, 1965, 1969, 1973, 1978, 1979, 1983 |
| 1. FC Lokomotive Leipzig  | 4       | 4  | 1976, 1981, 1986, 1987                   |
| FC Carl Zeiss Jena        | 4       | 3  | 1960, 1972, 1974, 1980                   |
| BFC Dynamo Berlin         | 3       | 6  | 1959, 1988, 1989                         |
| FSV Zwickau               | 3       | 1  | 1963, 1967, 1975                         |
| FC Viktoria Frankfurt     | 2       | 3  | 1954, 1970                               |
| BSG Chemie Leipzig        | 2       | 1  | 1957, 1966                               |
| SC Chemie Halle           | 2       | -  | 1956, 1962                               |
| FC Hansa Rostock          | 1       | 5  | 1991                                     |
| FC Erzgebirge Aue         | 1       | 1  | 1955                                     |
| 1. FC Union Berlin        | 1       | 1  | 1968                                     |
| SV Dessau 05              | 1       | -  | 1949                                     |
| BSG EHW Thale             | 1       | -  | 1950                                     |
| Dresdner SC               | 1       | -  | 1958                                     |
| Chemnitzer FC             | -       | 3  | ---                                      |
| FC Rot-Weiß Erfurt        | -       | 2  | ---                                      |
| 1. FC Lok Stendal         | -       | 1  | ---                                      |
| BSG Chemie Zeitz          | -       | 1  | ---                                      |
| FV Gera Süd               | -       | 1  | ---                                      |
| VfB Einheit zu Pankow     | -       | 1  | ---                                      |
| Dynamo Schwerin           | -       | 1  | ---                                      |
| FC Stahl Eisenhüttenstadt | -       | 1  | ---                                      |